# En homme
Термін en homme [ɑ̃nɔm] — англізована адаптація французької фрази. Він використовується у трансгендерній спільноті та при переодяганні для опису акту носіння чоловічого одягу або вираження стереотипно чоловічої особистості. Цей термін походить від сучасної розмовної французької фрази en tant qu'homme, що означає «як чоловік».